# USP30
La ubiquitina carboxil-terminal hidrolasa 30 (USP30), també coneguda com a ubiquitina tioesterasa, és un enzim desubiquitinitzant. És la responsable de catalitzar la hidròlisi de l'enllaç peptídic entre ubiquitina i proteïna. La USP30 és un enzim del grup de les hidrolases i forma part de la família proteica de les peptidases específiques d'ubiquitina, "Ubiquitin Specific Peptidase" (USP).
La USP30 es localitza a la membrana externa del mitocondris i actua com a inhibidora de la mitofàgia, revertint l'acció de la proteïna Parkina.

## Gen
L'ubiquitina carboxil-terminal hidrolasa 30 és un gen de codificació proteica localitzat en el cromosoma 12, més específicament a la regió 12q24.11. El gen de la USP30 conté una seqüència diana mitocondrial.

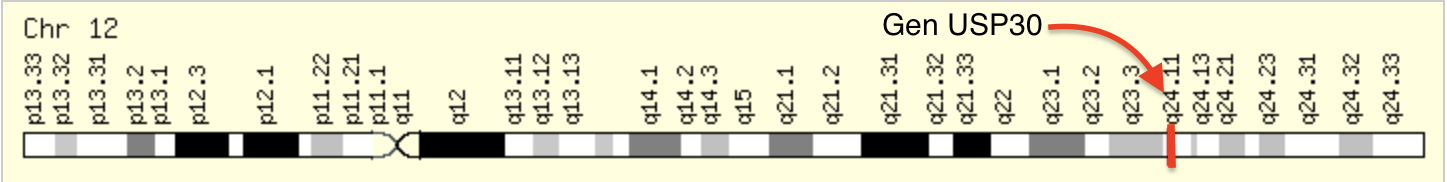
Gen USP30: localització citogenètica 12q14.11.

## Estructura
L'enzim USP30 està format per 517 aminoàcids. De la mateixa manera que tots els enzims de la mateixa familia, conté el domini USP. Està inclòs dins de la familia de peptidases C19. El seu pes molecular és de 5850 Da. La USP30 humana té una regió hidrofòbica en el seu extrem N (residus 36-56), seguit d'un domini catalític propi dels DUB (enzims desubiquitinitzants) als residus residus 69-499. El seu centre actiu està format per una histidina a la posició 286 i una cisteïna a la posició 16.

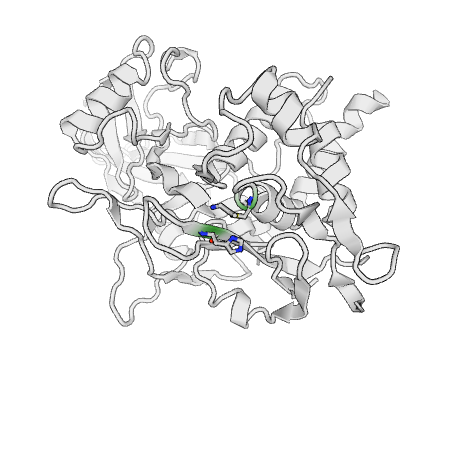
Centre actiu de l'enzim USP30

## Localització cel·lular i subcel·lular

### Cèl·lules que presenten la USP30
La USP30 és un enzim que es localitza als mitocondris i, per tant, és exclusiva de les cèl·lules eucariotes.
La USP30 intervé només en la mitofàgia animal. Per tant, aquesta proteïna es troba només en cèl·lules eucariotes animals, encara que no totes les espècies animals la presenten. La presenten la majoria dels mamífers, i és especialment comuna en l'ordre dels primats, que inclou l'espècie humana.
En els éssers humans, el gen USP30 s'expressa en totes les cèl·lules de l'organisme. Per tant, la proteïna la podem trobar als mitocondris de totes les cèl·lules del nostre cos. És la proteïna encarregada de la regulació de la mitofàgia animal i, per tant, garanteix el funcionament normal dels mitocondris i, en conseqüència, de la cèl·lula.

### Localització subcel·lular
La USP30 és una proteïna integral que es localitza a la membrana externa dels mitocondris. La proteïna travessa un sol cop la bicapa lipídica, però la major part d'aquesta es troba al citosol. El 6,8% de la proteïna es troba a l'espai intermembranós del mitocondri; el 4,1% correspon a la regió transmebrana; i el 89,1% es troba al citosol, perquè la USP30 intervé en processos citosòlics, com la mitofàgia i la fusió de mitocondris. 
| Regió cel·lular on es troben  | Posició dels aminoàcids | Longitud | Pes molecular (kDa) |
| ----------------------------- | ----------------------- | -------- | ------------------- |
| Espai intermembrana           | 1 - 35                  | 35       | 3,85                |
| Membrana externa mitocondrial | 36 - 56                 | 21       | 2,31                |
| Citosol                       | 57 - 517                | 461      | 50,71               |
| TOTAL                         | 1 - 517                 | 517      | 56,87               |

En la regió transmembrana, la USP30 presenta 21 aminoàcids hidrofòbics que conformen diverses hèlixs α. Aquestes hèlixs alfa li donen estabilitat al segment hidrofòbic de la cadena polipeptídica.

## Funció

### Funcions principals
La USP30 és un enzim que desfà l'enllaç de la ubiquitina amb una altra proteïna, mitjançant la hidròlisi d'aquesta unió. La USP30 és l'única deubiquitilasa del mitocondri. Cal remarcar que desenllaça unions ubiquitina-proteïna prèviament catalitzades per la proteïna Parkina, un component del complex E2 ubiquitina ligasa. Principalment, la USP30 s'oposa a la ubiquitinació de la proteïna TOM20 mediada per Parkina. Per tant, la USP30 té un paper antagònic a Parkina, per tal de regular la mitofàgia. Això es deu al fet que cal que existeixi un equilibri en el procés de la mitofàgia; una evidència d'això és que la depleció de la USP30 indueix la mort cel·lular induïda per la despolarització en cèl·lules que sobreexpressen Parkin.

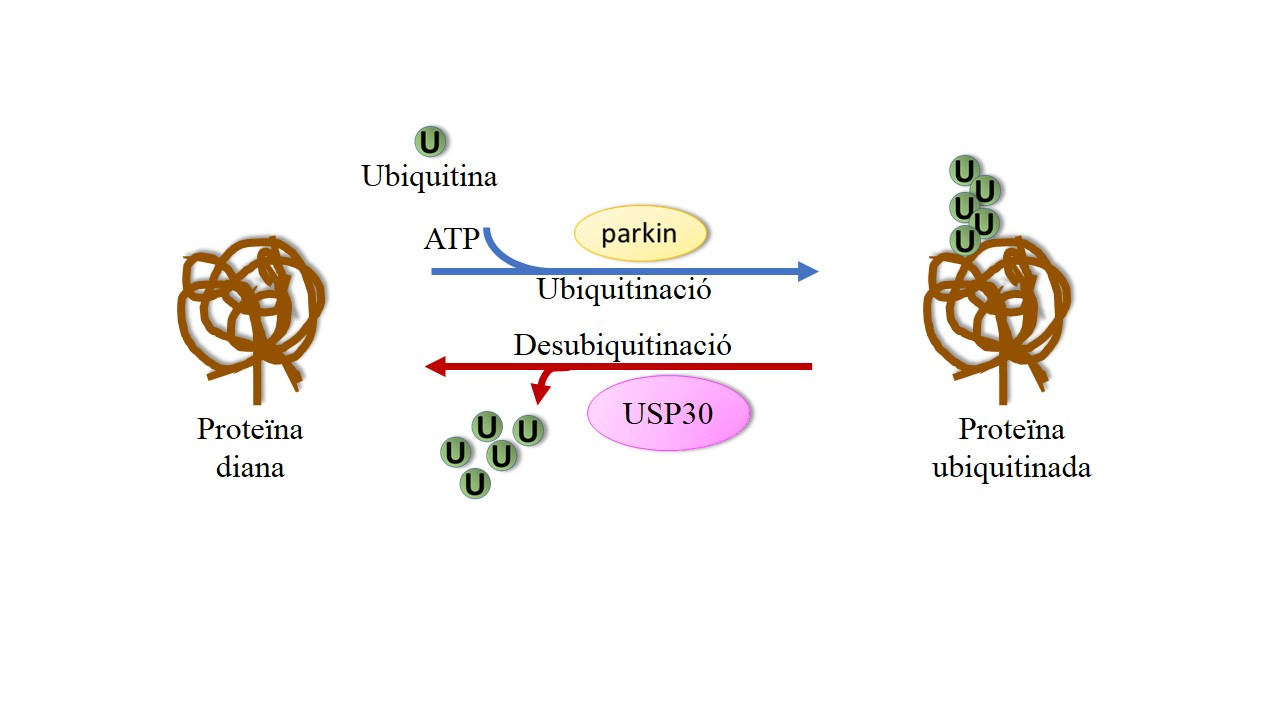
Esquema de la funció de la USP30

En models de ratolí també s’ha demostrat que la USP30 actua com un negative regulator de MFN1 i MFN2, dues proteïnes imprescindibles per a la fusió mitocondrial.
La USP30 també regula l'apoptosi depenent de BAX/BAK, i la seva depleció sensibilitza a la mimètica de la BH3. Les proteïnes de la família BCL-2 amb el domini BH3 indueixen l'apoptosi. El concepte de “mimètics de BH3” fa referència a la capacitat de petites molècules a induir la mort cel·lular com ho fan les proteïnes amb el domini BH3. La depleció de la USP30 sensibilitza les cèl·lules a la mimètica BH3. Per tant, la depleció de la USP30 promou l'apoptosi depenent de BAX/BAK.

### Mecanisme catalític
La USP30 sol hidrolitzar cadenes poliubiquinades enllaçades a la ‘Lys-6’ i a la ‘Lys-11’, dos tipus d'unions que participen en la senyalització de la mitofàgia. No obstant, USP30 no és capaç d'hidrolitzar cadenes d'ubiquitina fosforilada en la ‘Ser 65’. El mecanisme catalític de la USP30 consisteix en una hidròlisi d'enllaços éster, tioèster, amida, peptídic i isopeptídic formats per la glicina del terminal C de la ubiqüitina. Aquesta hidròlisi està mediada per grups tiol.

## Malalties associades
Es tracta d'una proteïna associada a la malaltia del Parkinson; un procés defectuós de la mitofàgia està relacionat a aquesta malaltia neurodegenerativa.

### Bases de la malaltia del Parkinson
La malaltia del Parkinson es caracteritza per la presència d'agregacions de proteïnes (majoritàriament α-sinucleïna) a les neurones dopaminèrgiques de la substància negra del cervell. Aquestes acumulacions reben el nom de cossos de Lewis. La disfunció mitocondrial ha estat associada amb la malaltia del Parkinson. Això és degut al fet que l'agregació d'aquesta proteïna acaba danyant els mitocondris i provocant estrès oxidatiu.
Els mitocondris afectats han de ser degradats. Els gens de les proteïnes Parkina i PINK1, entre d'altres, estan involucrats en l'eliminació de mitocondris no funcionals a través de la mitofàgia, i estan associats a la malaltia del Parkinson.

### Paper de la USP30 a la malaltia del Parkinson
En el procés de la mitofàgia, la USP30 contraresta l'acció de la proteïna Parkin (ubiquitin ligase parkin en anglès) i la proteïna quinasa PINK1. Aquestes dues proteïnes associades a la malaltia del Parkinson estan codificades per dos gens PARK2 i PARK6 respectivament. La primera, té com a funció de marcar amb ubiquitina els mitocondris danyats perquè siguin degradats.
Una sobreexpressió de la USP30, elimina la ubiquitina amb la qual la proteïna Parkin marca els mitocondris danyats i bloqueja la seva capacitat per induir la mitofàgia.També inhibeix el lliurament mitocondrial als lisosomes. Com a resultat s'afavoreix la neurodegeneració. La inhibió de la USP30 suposa una potencial solució per trobar una cura a la malaltia del Parkinson.